# 丸りおな
丸 りおな（まる りおな、1998年〈平成10年〉8月1日 - ）は、日本の女優、歌手、モデル。旧芸名は、里於奈（りおな）。プラチナムプロダクション所属。神奈川県出身。

## 人物
- 2017年7月31日から、各々が女優、モデル、タレントを目指すアクターズアイドルグループ「Needs」のセンターとして活動していた。2019年6月9日、グループを卒業[1]。
- 2019年9月、劇団ガールズキャラバン[2]へ加入。2020年2月に劇団は活動休止。
- 2020年6月、プラチナムプロダクションに所属することをTwitterで報告した[3]。
- 趣味：スキューバダイビング、スノーボード、ダンス、写真を撮ること、免許や資格を取ること。（取得：ダイビング、特殊小型船舶、大型自動二輪、大型自動車、国内B級ライセンス）
- 特技：水泳、変顔。

## 出演

### 舞台
- AI Presents「ガールズプリズンオペラ[4]」（新宿・シアターモリエール、2014年12月22日） - 松崎聖子 役
- STRAYDOG「へなちょこヴィーナス[5]」（八幡山ワーサルシアター、2015年9月18日 - 23日） - 鳴海ゆか 役
- AI Presents「音楽室の神様[6]」（八幡山ワーサルシアター、2016年1月29日 - 31日） - 主演・仁香 役
- AI Presents「清らかな水のように〜私たちの1945〜」（八幡山ワーサルシアター、2016年6月4日 - 5日） - 辻マキ 役
- アリスインプロジェクト「真約・魔銃ドナー[7]」（池袋・シアターKASSAI、2019年8月7日 - 18日） - 浅倉神酒 役[8]
- 劇団ガールズキャラバン「LOVE me DONUTS[9]」（代官山・WEEKEND GARAGE TOKYO、2019年11月2日 - 9日） - 梨沙子・みゆき・あいこ・なな 役
- 劇メシ「ハイイロキツネは二度遠吠う[10]」（恵比寿・CAFE PARK、2019年11月25日 - 12月4日） - 野村さや=怪盗ハイイロキツネ 役
- 丸蜂運送株式会社「ショコラ・スイート・ビター・ダイ・アンド・アフター・ペインテッド」（池袋・シアターKASSAI、2020年7月22日 - 26日 ※無期限延期）
- 爆走おとな小学生 第十四回全校集会「初等教育ロイヤル」白組（大阪・COOL JAPAN PARK OSAKA TTホール、2020年12月25日 - 27日 / 北千住・シアター1010、2021年1月7日 - 8日 ※無観客収録アーカイブ配信） - 1年生・田中さん 役
- シューティング歌劇「ゴシックは魔法乙女 -5悪魔襲来-」[11]（品川・六行会ホール、2021年3月3日 - 7日） - 5乙女・スフレ 役
- アリスインプロジェクト「魔銃ドナー巫/かんなぎ[12]」（新宿村LIVE、2023年5月3日 - 7日） - 浅倉神酒 役[13]
- Alexandrite Stage 時代劇「PRINCESS KYOUGOKU」（草月ホール、2024年9月12日 - 17日） - 京極竜子 役

### 映画
- きょうのキラ君（監督：川村泰祐、2017年2月25日公開）
- 青春カレイドスコープ「夏色のマフラー」（脚本・監督：安倍雄治、2019年8月24日公開） - 恵美 役
- 海岸通りのネコミミ探偵（監督：進藤丈広・脚本：金杉弘子、2022年12月3日公開） - 山田さん 役
- 狼 ラストスタントマン（脚本・監督：六車俊治、2022年12月23日公開）- 麻呂ユキ 役

### テレビ
- 火曜ドラマ「山本周五郎時代劇」第7話「風車」（BSテレ東、2017年7月4日） - 松姫 役
- バズリズム02 （日本テレビ、2018年3月23日・30日）
- セカイ系バラエティ 僕声 シーズン2 第6回「実は...」（WOWOW/TOKYO MX、2019年3月13日） - 愛川ルリカ 役
- FOD連続ドラマ/ブレイクマンデー24「高嶺と花」第3話（FOD、2019年4月1日/フジテレビ、2019年5月6日）
- 働き方新発見〜『買取』でガッチリ稼ぐ！成功する秘訣とは（J:COMチャンネル/アクトオンTV、2019年5月） - リポーター
- 真夜中ドラマ「歌舞伎町弁護人 凛花」第5話・第6話（BSテレ東、2019年5月18日・25日） - 鹿島美姫 役
- 全力坂（テレビ朝日、2020年3月2日・18日・31日）
- ドラマ「カレーの唄。」 3〜5皿目・7皿目・11皿目（BS12トゥエルビ、2020年10月24日・11月7日・14日・12月5日・2021年1月9日）
- トレセンまるごと情報局（グリーンチャンネル、2021年1月7日 - 12月23日 毎週木曜日・他） - 美浦担当局員
- 猫のひたいほどワイド（TVK、2021年9月2日）- ゲスト
- 水曜馬スペ!競馬場の達人番外編〜バーチャル旅打ち勝負！（グリーンチャンネル、2021年11月17日） - リポーター
- 映画「海岸通りのネコミミ探偵」公開記念スペシャル（TVK、2022年11月11日）- 番組ナビゲーター
- ちば朝ライブ モーニングこんぱす（チバテレ、2023年7月27日） - リポーター
- 木曜劇場「この素晴らしき世界 (テレビドラマ)」第7話・第8話・最終話（フジテレビ、2023年8月31日 - 9月14日）- 氷室ミツコ 役
- Soleいいね!（静岡放送、2023年11月20日）
- ワッターまちやぐわー（沖縄テレビ放送、2024年8月15日）

### ラジオ
- リアルをぶつけろ!ハッシュタグＺ（ABCラジオ、2019年1月19日・3月16日）- ゲスト
- Happy Voice! from YOKOHAMA（ラジオ日本、2021年12月24日）- ゲスト
- アットヨコハマpresents はまリポ放送部 マイルートの日（マリンFM、2022年10月22日・12月24日・2023年2月11日・2月25日・4月8日・6月10日・9月9日・9月23日・10月14日・11月11日・12月9日・12月23日）- 放送部員
- The Spinner's Radio861（マリンFM、2023年2月24日、3月17日、7月7日）- ゲスト
- ヨコハマ Voice Street（マリンFM、2023年6月30日）- ゲスト
- PRIME TIME（FMヨコハマ、2023年7月5日）- ゲスト
- MAGI's Town Now!!（渋谷クロスFM、2023年11月20日）- ゲスト

### 雑誌
- 週刊プレイボーイ 2019年1月14日号/No.1&2合併号（集英社） - 初水着グラビア
- アイドルヴィレッジ 2019年4月号（メタ・ブレーン）
- ポトレマガジン 2019年9月号（フォトジェニック/メタ・ブレーン） - ポートレート8P
- 秋ぴあ 首都圏版 2020年9月2日発売号（ぴあ MOOK）
- 冬ぴあ 首都圏版 2020年11月2日発売号（ぴあ MOOK）
- ゴルフ誌 ワッグル 2024年8月号（実業之日本社）- タイ、微笑のゴルフ旅

### 写真集
- デジタル写真集「Brand New! 里於奈（必撮！アイドル）」（撮影：横内禎久、アイロゴス、2018年12月14日）
- デジタル写真集「RE:START 里於奈（必撮！アイドル）」（撮影：横内禎久、アイロゴス、2019年2月1日）
- デジタル写真集「里於奈のいる生活（必撮！アイドル）」（撮影：横内禎久、アイロゴス、2019年3月22日）
- デジタル写真集「Sweet Dreams 里於奈（必撮！アイドル）」（撮影：横内禎久、アイロゴス、2019年4月26日）
- プリントオンデマンド写真集「里於奈 BEST（必撮！アイドル）」（撮影：横内禎久、アイロゴス、2019年4月26日）
- デジタル写真集「里於奈 BEST（必撮！アイドル）」（撮影：横内禎久、アイロゴス、2019年5月24日）
- 写真集「Needs / Dream Forever」（撮影：コヤマタイガ、アイドルヴィレッジ、2019年7月7日）

### 映像作品
- Needs「ハイ!Needs」（アイロゴス、2019年2月14日）ILDV-0001

### CD
- Needs / FUTURE（フォーサイドメディア、2018年3月28日）TYPE-A JAN:4562286410714/TYPE-B JAN:4562286410721
- 真約・魔銃ドナー オリジナルサウンドトラック「BALANCE 2019 （feat. 東京ブラススタイル）」（アリスインプロジェクト、2019年8月7日） - 歌唱協力

### WEB
- 女優育成プロジェクト「Actress Incubation」（2014年7月 - 2017年3月） - レギュラー
- SHOWROOM「おかえりおなのShow Time!!!」（2017年 - ） - 不定期配信
- TOKYO IDOL NET（2018年） - ポートレート
- ガールズスマホマガジン「MiRu」（2018年秋号/vol.23 - 2022年春号/vol.37） - レギュラーモデル
- ボートレース平和島チャンネル「こんせいそんのスタジオ生放送！」(2020年3月7日・2023年8月17日・12月27日・2024年5月4日・10月12日・2025年7月21日) - ゲスト
- WWSチャンネル【写真特集】丸りおなが 7/17(金)オープン「カワスイ川崎水族館」をレポート！ジャングルのような大自然から巨大水槽まで最先端の空間が圧巻！[14] （2020年7月14日公開）
- トヨタ・GRヤリス【継続実施企画】丸りおなの！レース女子訓練計画『Racing Jyoshi Training Plan』[15]（2020年10月 - ）
- アットヨコハマ「丸りおなのぶらり商店街」[16]（2020年10月 - ）- 毎月更新
- サンエー・ビーディー “JILL by JILL STUART” （2020年12月16日 - ）- モデル
- YouTube (チャンネル)「りおなとフラットの KEY STATION」[17]（2022年4月15日 - ）- メインレポーター
- YouTube (チャンネル)「はじめしゃちょー（hajime）」“はじめしゃちょーの人生を描いたゲームを発見wwwww”（2023年11月7日）- さっちゃん 役
- auWebポータル 縦型ショートドラマ『元カレ図鑑』（2025年 - 『元カレ図鑑』公式SNSアカウントで配信）
- Vigloo ショートドラマ「愛は契約のあとで」5話・13話・21話・26話・31話・49話・52話・68話（2025年2月20日より配信）-伊藤茜 役

### ミュージック・ビデオ
- 井上苑子「だいすき。」（監督：エリザベス宮地、2015年10月）
- Mrs. GREEN APPLE「Speaking」（2015年11月）
- 0.1gの誤算「溺愛ヤンデレボーイ」（2017年4月）
- BANQUET「たからもの」（2020年7月）

### CM
- かんぽ生命保険 テレビCM（2016年3月1日 - 1年間）
- クロスカンパニー「mechakari」テレビCM（2016年3月7日 - 2クール）
- 17 Media Japan「17 Live」SNS広告（2019年3月 - 1年間）
- いーふらん「おたからや」広告・テレビCM（2019年 - ）
- ジョンソン・エンド・ジョンソン 「アキュビュー」ハロウィン動画（2019年10月）
- いーふらん「健康の森」広告（2020年 - ）
- 神奈川県オールトヨタ販売店「myroute@YOKOHAMA（マイルート@横浜）」広告（2020年 - ）-横浜アンバサダー
- アットヨコハマ✕ありあけ横濱ハーバー Instagram「写真投稿キャンペーン！」広告（2020年10月1日 - 11月30日）
- 日本政府観光局（JNTO）「超期待 日本再玩過 體驗無盡樂趣 京都府 美山町 浪漫古民家」香港向けPR（2020年 - ）
- 横浜市交通局「みなとぶらりチケットデジタル」PR動画（2021年 - ）
- 関内・関外地区活性化協議会/横浜DMC はまポン「横浜トラベルアスロン 遊べる横浜再発見編」PR動画（2022年3月 - ）
- いーふらん「E-swing-PREMIUM-」広告（2022年9月 - ）
- 横浜元町ショッピングストリート「元町トゥインクルクリスマス」ポスター（2022年12月）
- T&Tボクシングスポーツジム「T&T plus」イメージモデル（2022年12月 - ）
- 長崎県観光連盟✕新上五島町観光物産協会✕トヨタ自動車株式会社 Smart GOTO 新上五島町『mobipa!』web動画（2022年12月 - ）
- imiloa inc. プロット「シャナシャスタ」&「ラカイラ」広告（2023年8月 - ）
- ラブストックジャパン「ベジテーブルの野菜定期配送サービス」テレビCM（2024年8月 - ）
- 第一三共ヘルスケア「エージーアレルカットS」web動画（2025年4月 - ）

### その他
- 東京都中学校音楽教育研究会「著作権啓蒙映像」（2015年10月 - ）
- 横浜FC ピッチサポーター / スタジアムアイドル / スタジアムMCアシスタント（2016年シーズン - 2018年シーズン）
- Actress Academia「自分たちの力で映画を作りたい 10代女優による映像制作プロジェクト!〜『女郎蜘蛛』」（2018年）
- NPB/KONAMI eBASEBALLガールズ（2019年シーズン）
- ウエインズグループ「Weins e-Sports Grand Prix 2020」ゲストMC（2020年10月18日・12月6日）
- タウンニュース社「タウンニュース南区版」人物風土記（2022年1月6日号）
- DHOLIC COMMERCE「TOKYO GIRLS MARKET」ディレクター（2022年1月）
- 横浜元町ショッピングストリート「元町いいね！ newyear newcar」 贈呈式プレゼンター（2023年2月18日・2024年2月7日・2025年2月15日）
- 横浜元町ショッピングストリート「元町 安全・安心 Day 2022」1日警察署長（2022年5月5日開催）
- ラブストックジャパン株式会社「ECアプリ・ラブストック」 アンバサダー（2022年8月 - ）
- よこはまコスモワールド・他「祝！！ 2周年記念 マイルートの日」 横浜市交通局バスガイド、横浜港遊覧船クルーズ船長、MC（2022年10月23日開催）
- 元町イルミネーション 点灯式（2022年11月19日、2023年11月24日、2024年11月16日）
- よこはまコスモワールド「アットヨコハマ クリスマスLIVE 2022」Sing & Dance（2022年12月10日開催）
- 横浜中華街「祝舞遊行 パレード」皇后様役（2023年2月4日開催）
- クイーンズスクエア横浜 1F クイーンズサークル「FMヨコハマ meets マイルートの日 in みなとみらい」MC & DJチャレンジ（2023年3月4日開催）
- よこはまコスモワールド「マイルートの日 in よこはまコスモワールド」TALK & DJ（2023年7月8日開催）
- YOKOHAMAグリーンマルシェ「マイルートの日inマリナード地下街」（2023年10月14日開催）
- よこはまコスモワールド「アットヨコハマ クリスマスパーティー2023」TALK（2023年12月9日開催）
- よこてイーストにぎわいひろば「第4回横手元気！エナジー祭」TALK LIVE & ”超輝神シャイニンガー“ショー（2024年10月20日開催）
- MFLP・LOGIFRONT東京板橋「MIRAI Fes」“中澤佑二さん スペシャルトークショー&サッカー教室”MC（2024年10月26日開催）
- 認知症普及啓発イベント「かながわオレンジデー」イメージキャラクター（2025年9月28日開催）